# Jefferson Arce
Jefferson Stalin Arce Mina, noto semplicemente come Jefferson Arce (Quito, 29 maggio 2000), è un calciatore ecuadoriano, centrocampista del Barcelona SC.

## Carriera

### Club
Ha giocato nella prima divisione ecuadoriana; con l'LDU Quito ha inoltre giocato complessivamente 8 partite in Coppa Sudamericana.

### Nazionale
Con la nazionale Under-20 ecuadoriana ha preso parte al campionato mondiale di calcio Under-20 2019.

## Palmarès

### Club

#### Competizioni nazionali
- Copa Ecuador: 1

LDU Quito: 2019